# Kathedrale von Ely

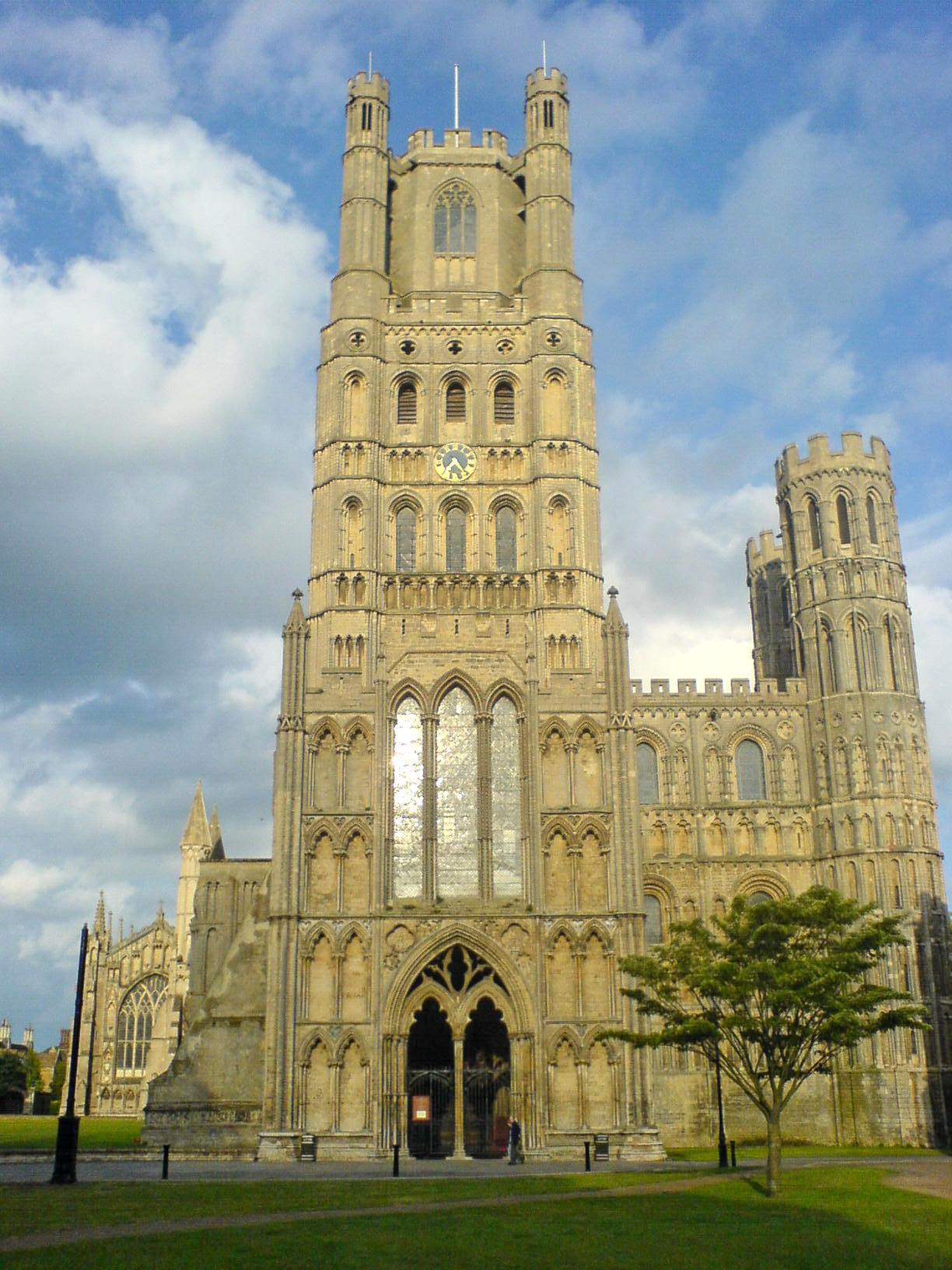
Westturm (1174–97) und südwestl. Seitenschiff: romanische Baukörper, aber überwiegend gotische Details

Die Kathedrale der Heiligen Dreifaltigkeit, offiziell The Cathedral Church of The Holy and Undivided Trinity von Ely in Cambridgeshire ist eine wegen ihres romanischen Kerns und normannischen Grundkonzepts weithin als Musterbeispiel romanisch-normannischer Architektur bekannte anglikanische Kathedrale. Dabei haben ihre Bauelemente in großer Zahl gotische Formen, deren Verwendung hier schon im 12. Jahrhundert begann.
Die heutige Anlage geht zurück auf eine benediktinische Gründung aus dem 7. Jahrhundert. Angeblich war die heilige Etheldedra, die damalige Königin von Northumbria, seit dem Jahr 673 Äbtissin. Hier auf einer Anhöhe der Isle of Ely in einem damaligen Sumpfgebiet hatten sich die Angelsachsen bis 1071 gegen die Normannen verteidigen können.

## Baugeschichte

### Der normannische Neubau

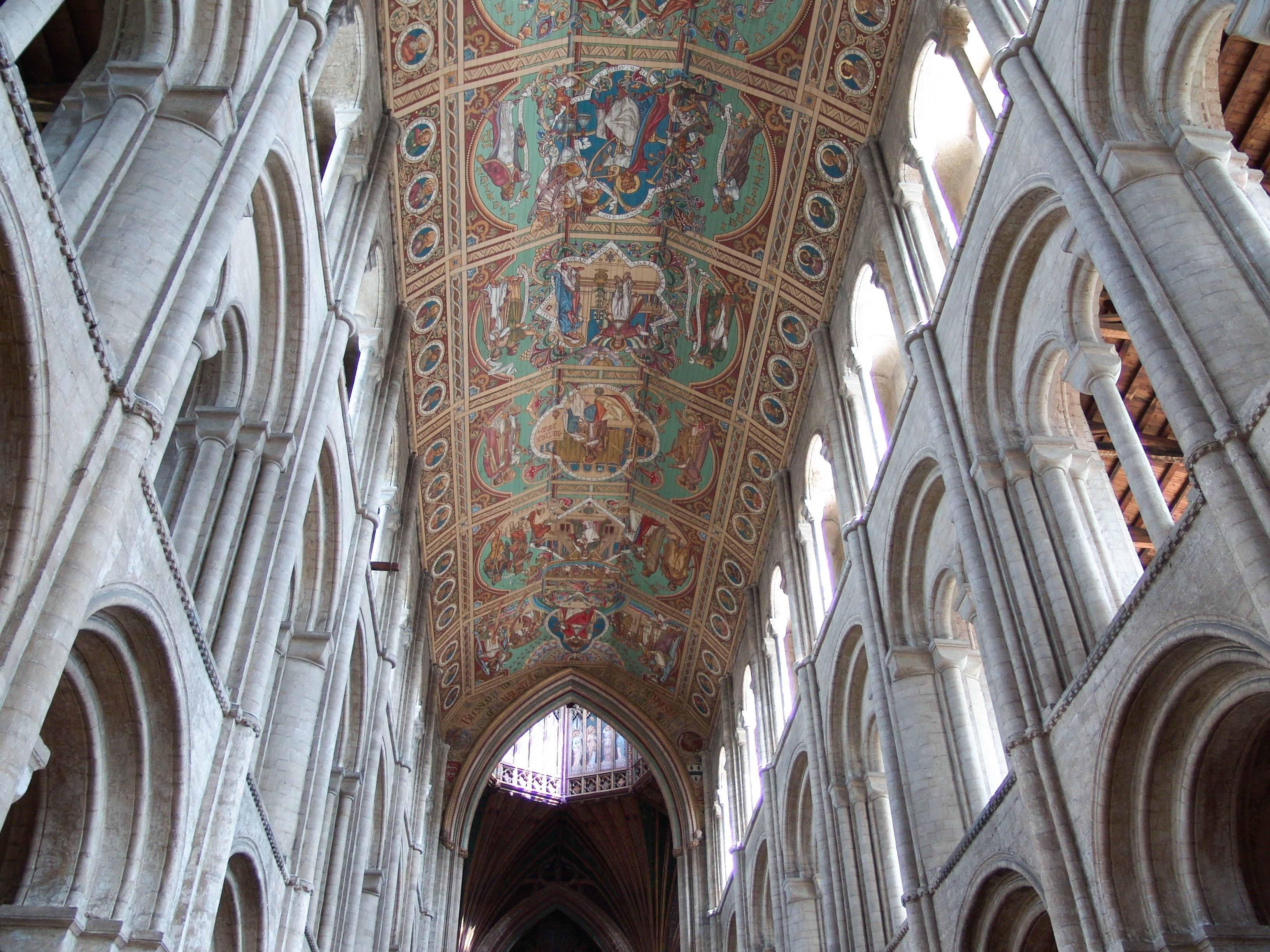
Mittelschiff: Geschossgestaltung abgestuft, Bemalung der Holzdecke neugotisch

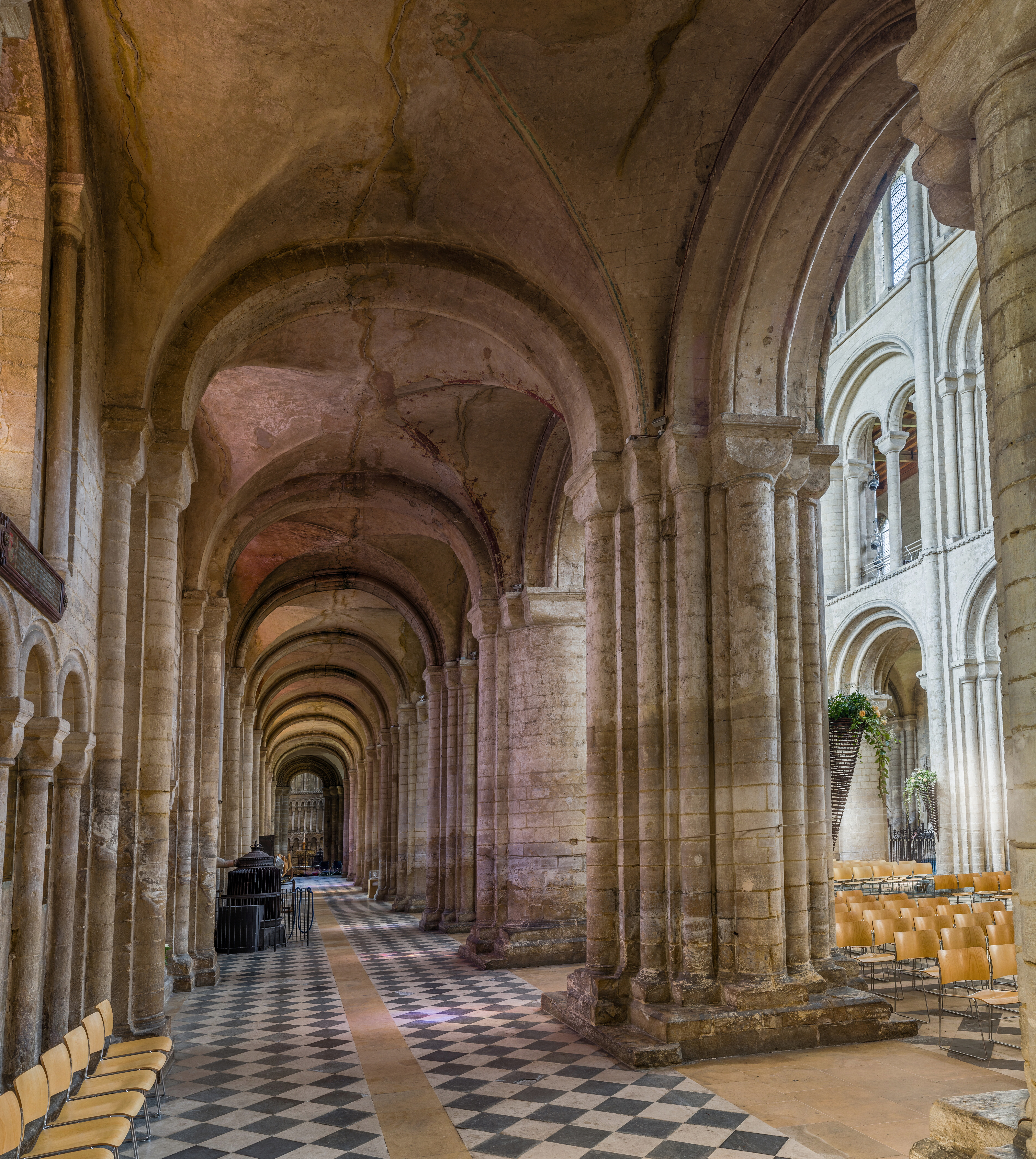
Südliches Seitenschiff mit romanischen Kreuzgratgewölben

Unter Wilhelm I. wurde 1083 der romanische Neubau als Abteikirche durch den normannischen Abt Simeon begonnen, einen Bruder des Abtes Walkelin von Winchester und ehemaligen Mönch von St. Ouen bei Rouen, der damals bereits 90 Jahre alt war. Man begann zunächst mit dem Chor.
Das östliche Querschiff wurde zwischen 1087 und 1093 erbaut mit ursprünglich auf drei Seiten der Flügel herumgeführten Seitenschiffen. Die Arkaden dieses Querhauses sind heute die ältesten Teile des ersten Bauabschnittes. Das heutige Hammerbalken-Gewölbe mit seinen bunten Engeln stammt aus dem 15. Jahrhundert. Der Chor ist gotisch erneuert.
1109 wurde der Bau weitergeführt, nun als Kathedrale eines Abtbischofs.
Das 12-jochige Langhaus stammt aus dem 12. Jahrhundert und besitzt das höchste Mittelschiff in England. Es wurde 1180 vollendet und hat einen dreiteiligen Aufriss mit Stützenwechsel und Emporen. Es herrscht weitgehende Gleichwertigkeit der beiden unteren Geschosse (Emporenbögen allerdings zweigeteilt), denen der Lichtgaden an Höhe aber kaum nachsteht (dreibogig). Die Anzahl der Bögen pro Joch nimmt also von unten nach oben im Verhältnis 1:2:3 zu. Die vom Boden aufsteigenden Dienste sind nur von zwei schmalen Horizontalbändern umkröpft. Sie sind trotz ihrer Größe nicht auf eine Wölbung hin angelegt, sondern als reine Wandgliederung. Die spätere, 1858–65 bemalte hölzerne Walmdecke verdeckt das Sparrendach. Ihr Schöpfer Henry Styleman le Strange orientierte sich an der Decke von St. Michael (Hildesheim).
Aus der Zeit um 1140 stammt das Portal am südlichen Seitenschiff mit einer Darstellung der Majestas Domini („Prior’s Door“). Ein Einfluss aus Südwestfrankreich ist wahrscheinlich. Die Pforte führte zum heute nicht mehr vorhandenen Kreuzgang (ähnlich die „Monk’s Door“ zum ehem. Ostarm des Kreuzgangs). Um 1200–1215 wurde unter Bischof Eustace im Westen eine Galiläa angeschlossen.
Als die Bauarbeiten danach stagnierten, waren Langhaus, Westturm und westliches Querschiff erst bis zur Höhe der Triforien errichtet.

### Das westliche Querschiff

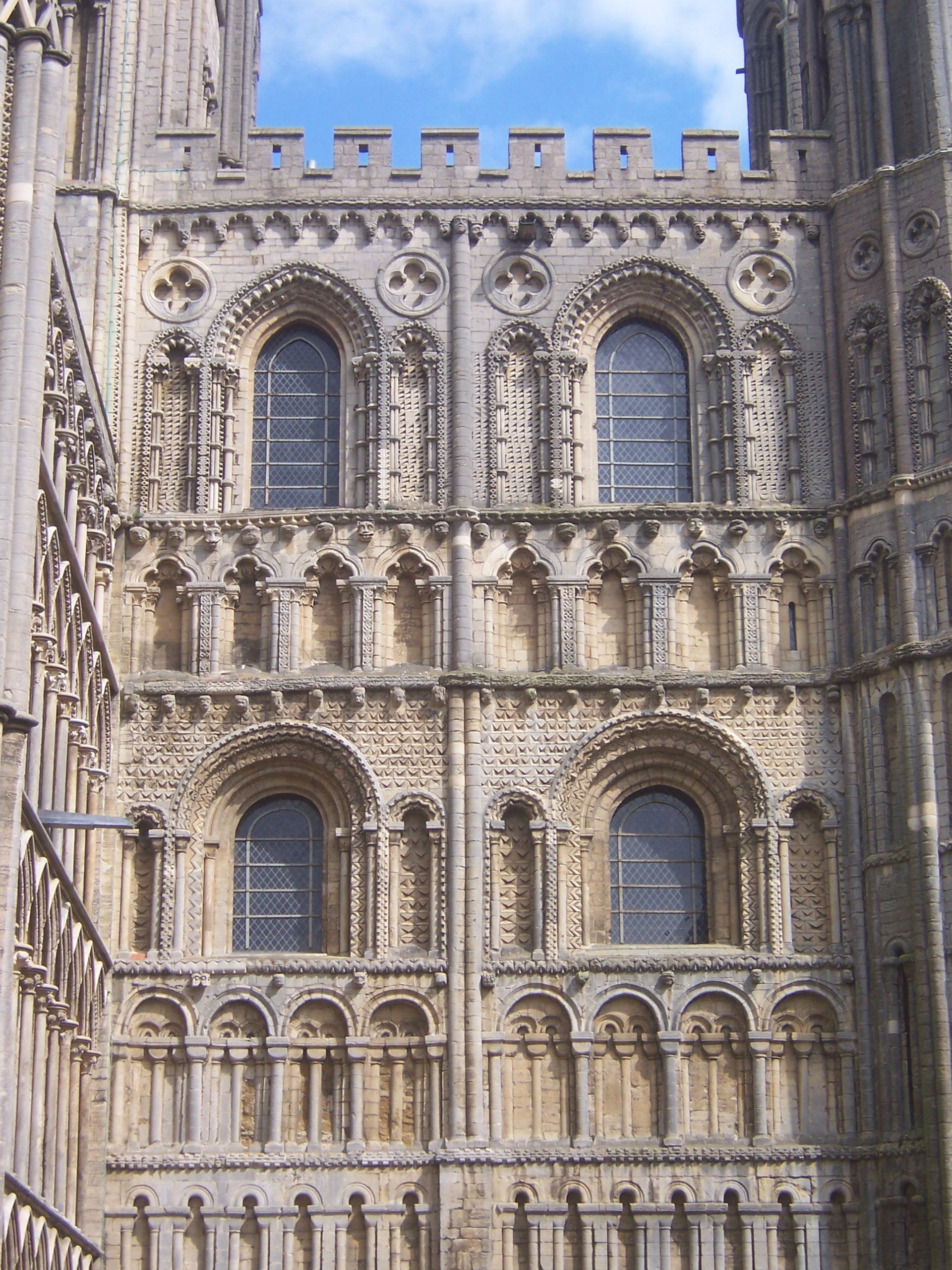
Südwestliches Querhaus

Nach einer Pause von dreißig Jahren wurden unter Bischof Geoffrey Ridel (1174–89) Westturm und westliches Querschiff vollendet. Dem neuen Baumeister gelang es, das in romanischen Formen begonnene Werk unter konsequenter Verwendung frühgotischer Spitzbögen und feinem Zierrat prächtig zu vollenden, ohne eine Disharmonie zwischen Alt und Neu entstehen zu lassen.
Der südliche Arm des westlichen Querschiffes endet mit Paar kleiner Ecktürme. Der nördliche Querhausarm stürzte am Ende des 16. Jahrhunderts ein und wurde nicht wiederhergestellt. Dadurch wurde die Westfassade unsymmetrisch.
An den Außenseiten dieses Querhauses reihen sich Blendarkaden und Öffnungen in fünf Geschossen übereinander, an denen der Ecktürme in sieben Geschossen.
Im Inneren gibt es eine Blendarkade aus einander überschneidenden Bögen. Diese plastische Weiterentwicklung des aus der lombardischen Romanik kommenden Kreuzbogenfrieses sollte für die englische Gotik typisch werden.

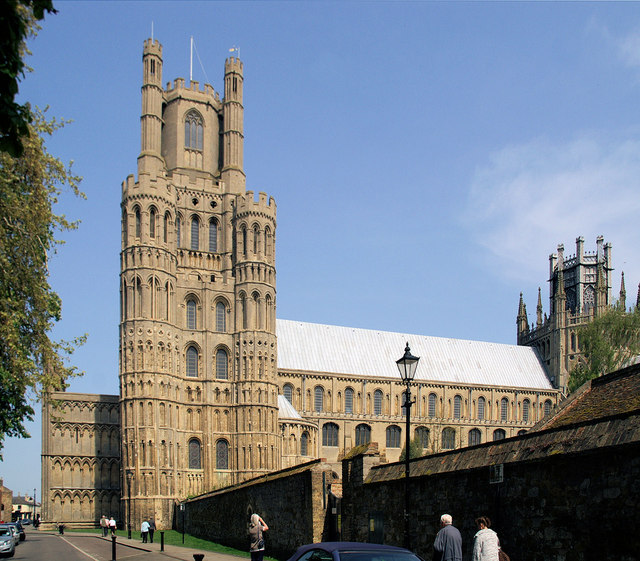
Von Süden: Querhaus unten romanisch, darüber frühgotisch, Westturm Hochgotik über Frühgotik, Langhausobergaden romanisch
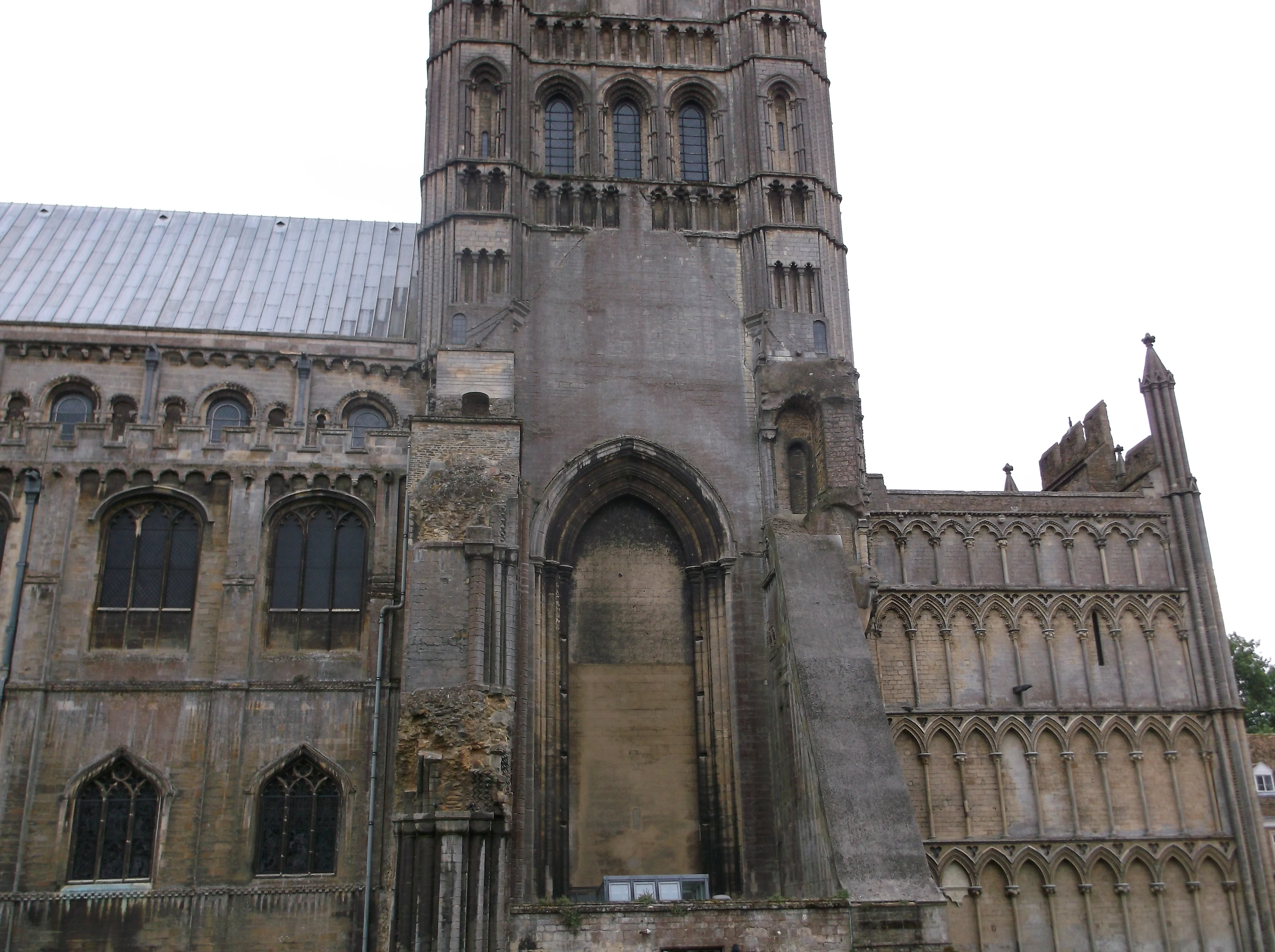
Westliche Vierung von Norden: Turm und Vorhalle frühgotisch, am Langhaus Maßwerkfenster der Emporen und Seitenschiffe 14./15. Jh.
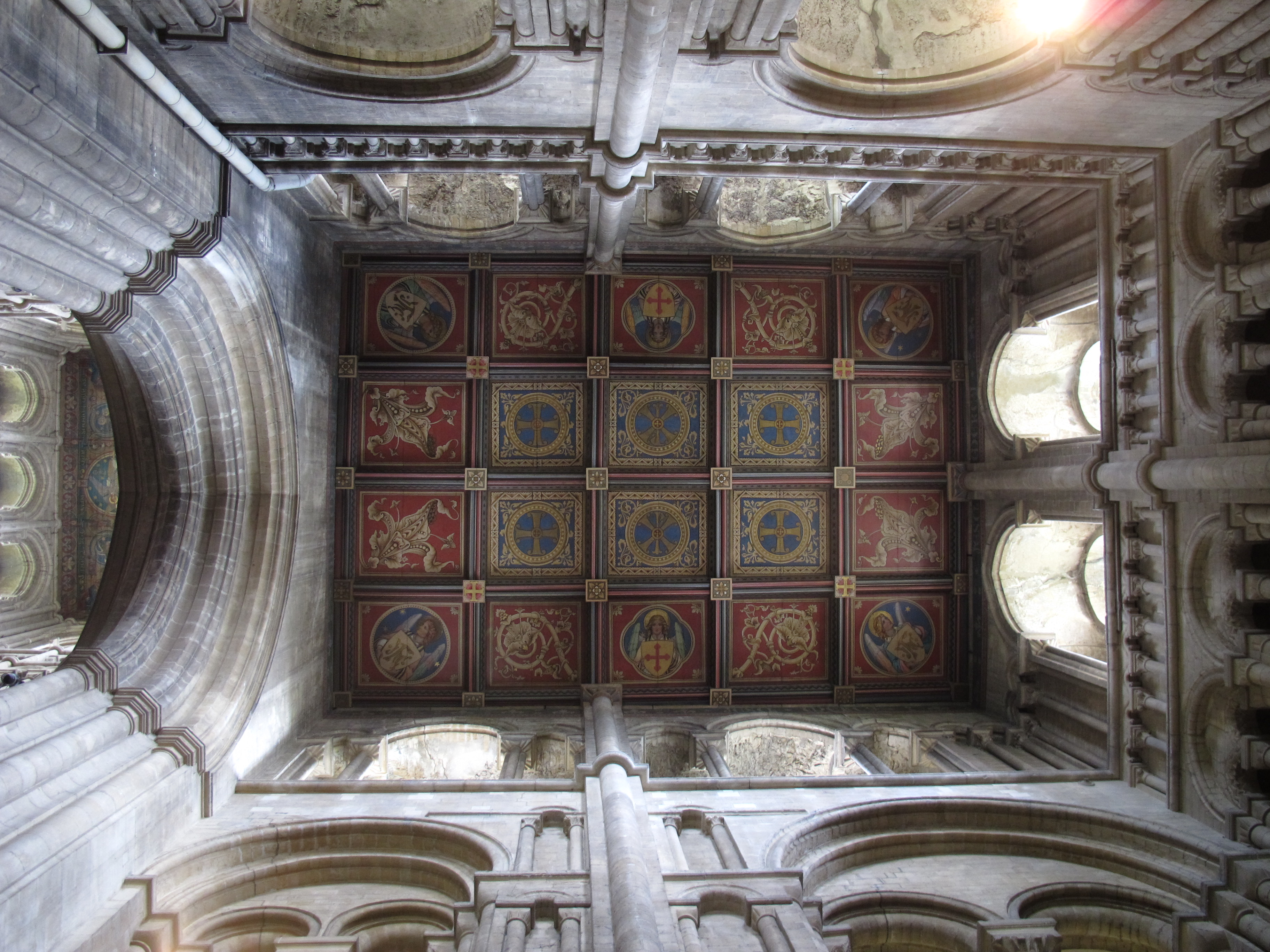
Südwestliches Querschiff: Bögen unten romanisch, oben schon gotisch, darüber hölzerne Kassettendecke

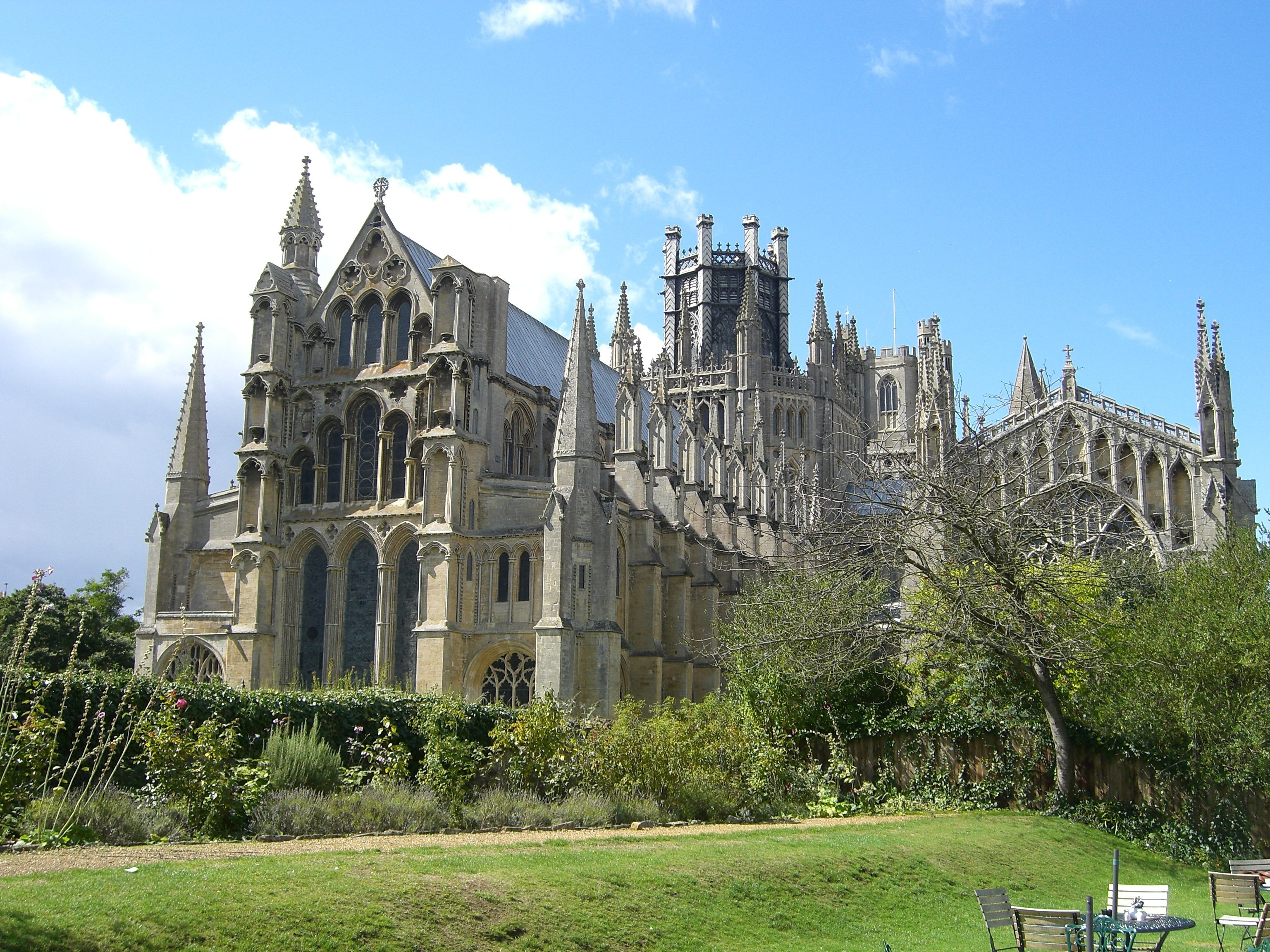
Chor mit rechteckigem Schluss, im Kern frühgotisch; rechts davon die im hochgotischen Decorated Style begonnene Lady Chapel

### Der Neubau des Chores
Unter Bischof Hugh of Northwold wurde der polygonale romanische Chor abgebrochen und ab 1234 durch den heutigen sechsjochigen gotischen Chor ersetzt, vollendet 1252. Sein rechteckiger Abschluss ist für die englische Gotik typisch. Alle Arkaden haben mit Maßwerk verzierte Spitzbögen, die Fenster der Obergaden ebenfalls Spitzbögen, die der Emporen und Seitenschiffe überwiegend abgeflachte Rundbögen, wie sie andernorts erst in der Spätgotik auftauchen. Das Mittelschiff hat ein kompliziertes Fächer- und Netzgewölbe, die Seitenschiffe Kreuzrippengewölbe.

### Die neue Vierung im Osten

Oktogon über der östlichen Vierung, 1328–40, hölzerne Fächergewölbe und Laternenaufbauten

1322 stürzte der östliche Vierungsturm ein. Damals wurde die Abtei von Bischof John Hotham (1316–1337) geleitet. Er ist verantwortlich für den Entschluss, nicht den alten Turm einfach zu rekonstruieren, sondern eine ganz neue Form zu wagen.
Nach 1322 werden die neue Vierung und die drei anschließenden Chorjoche errichtet (ca. 1328–40). Die Vierung selber ist ein achtseitiger Kuppelraum in voller Breite des Langhauses. Sein Durchmesser beträgt 25 Meter. Über dem unteren Oktogon erhebt sich eine achtseitige komplizierte Holzkonstruktion des Meisters William Hurley, dem Zimmermann des Königs, der damit – dokumentarisch eindeutig belegt – ein Londoner Vorbild nachahmte. Er ließ von den acht Mauerpfeilern – nach dem Prinzip des Hammer-Gerüstes – 16 lange in Dreieckform gefasste hölzerne Träger nach oben konvergieren und die mächtige Holzlaterne tragen (Holzgerüst um 22,5° zum steinernen Achteck gedreht). Jeweils zwei dieser Träger ruhen auf einem der acht Pfeiler und tragen zusammen die Last von gut 400 Tonnen der Holzkonstruktion. Hurley hat aber Rippen unter die Holzeindeckung gesetzt und damit eine Steinkonstruktion suggeriert.
Die Laterne ist mit hölzernem Maßwerk versehen, um den Vierungsraum ausreichend zu beleuchten. Die Ecken der Laterne entsprechen den Seiten des Oktogons.

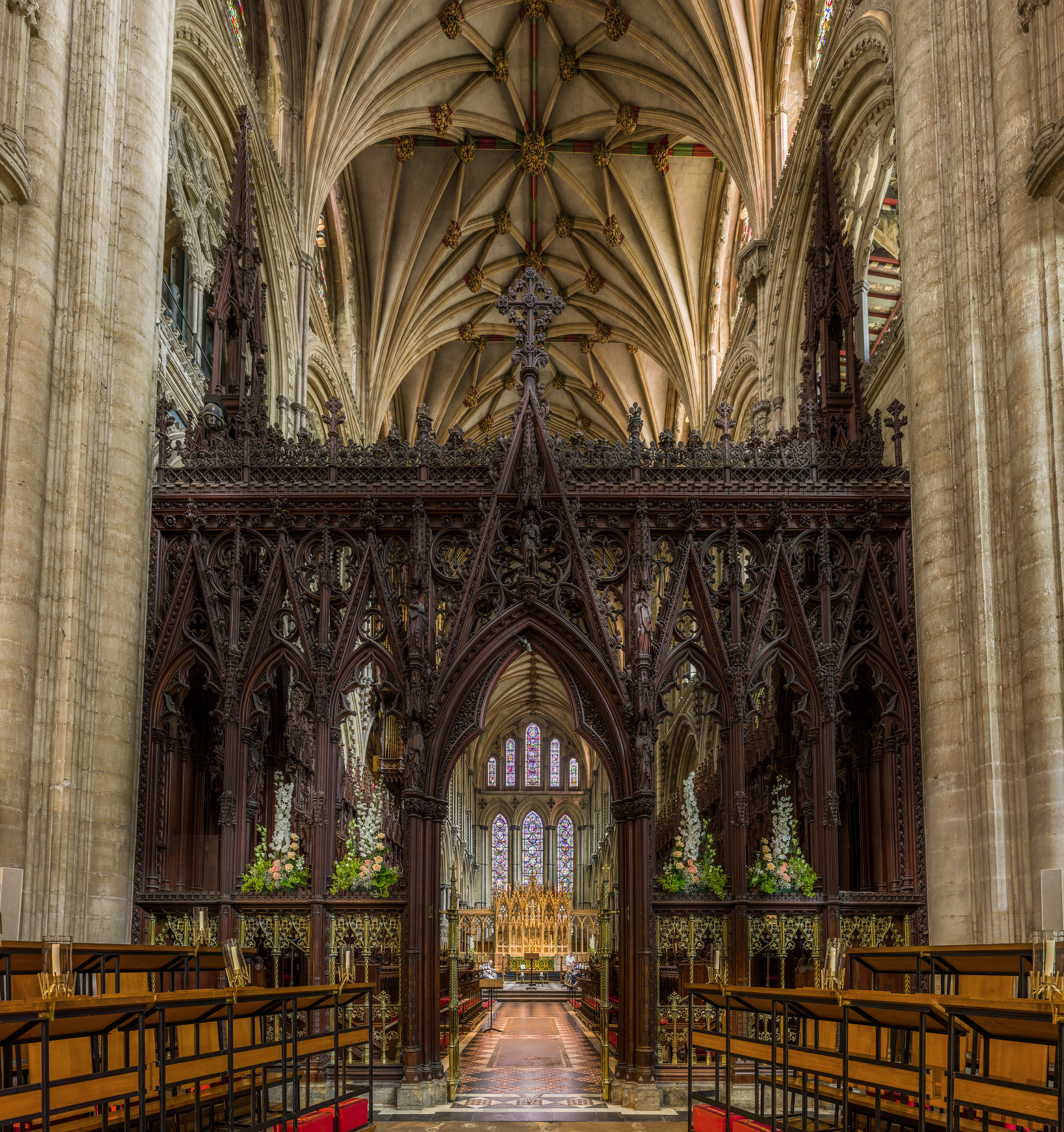
Chor vom Lettner zum Hauptaltar, Decorated Style mit steinernen Fächergewölben
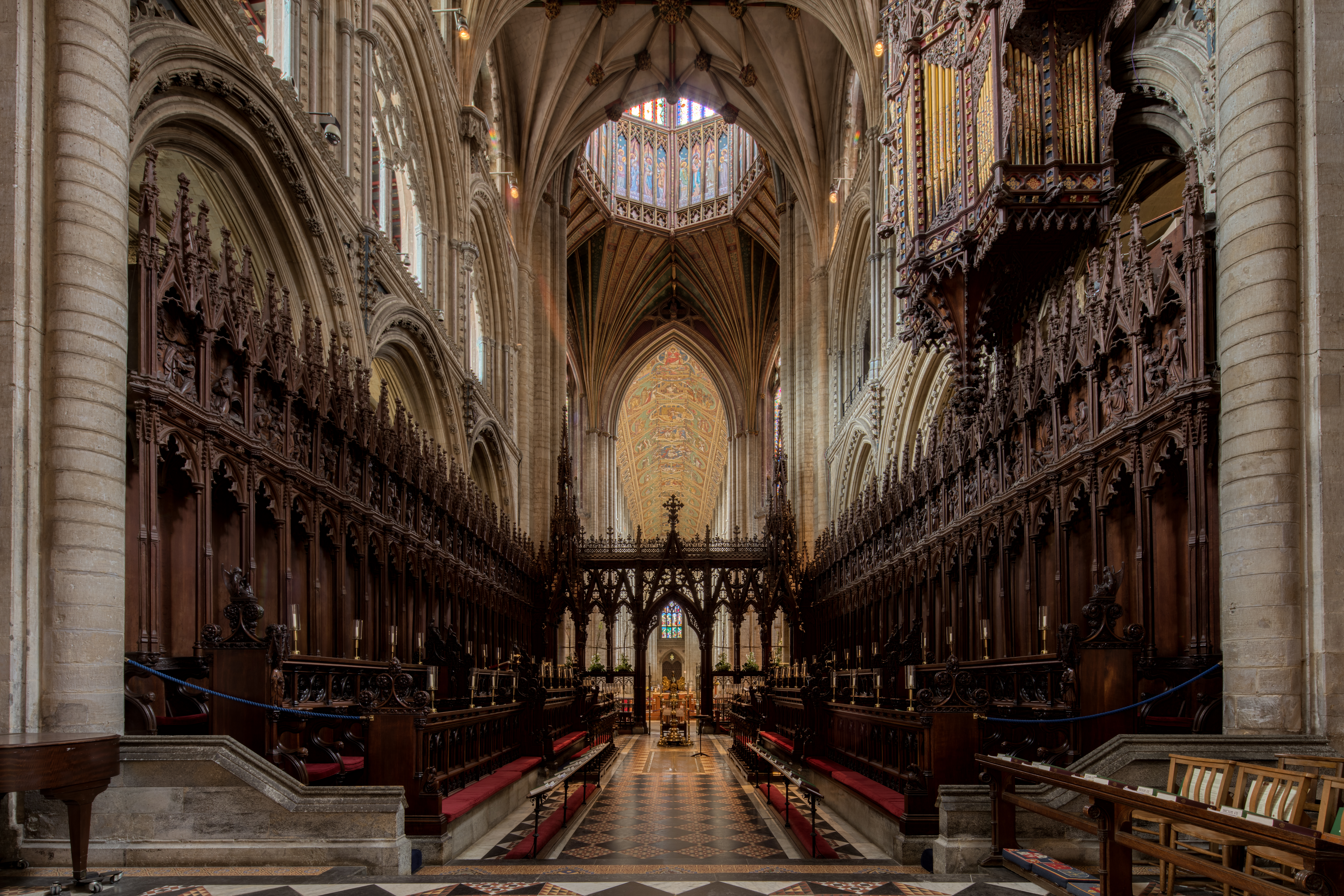
Chor in Richtung Vierung, Arkaden spitzbogig

Bekrönt wird dieser Raumteil mit einem hölzernen Sterngewölbe (vollendet 1335). Es hängt in einer Höhe von 43 Metern. Dort steigen von jedem Kämpfer sieben Rippen auf, während von den Kämpfern des großen Oktogons fünf zu den Gewölbekappen und sechs zu den Querscheitelrippen gehen.
Beleuchtet wird dieses Vierungsgewölbe durch allseitig umlaufende Fenster über einer Blendbogenfolge. Der ungewöhnliche Aufbau konnte nur aus Holz errichtet werden. Vollendet wurde diese in der ganzen gotischen Architektur einmalige Anlage 1342 (unter der Leitung des Sakristan Alan of Walsingham). In den oberen Diagonalflächen sind große Maßwerkfenster eingesetzt worden. Nikolaus Pevsner meint, hier habe eine „Preisgabe der klaren Trennungslinien zwischen Mittelschiff, Seitenschiffen, Querhaus und Chor, wie sie der hochgotischen Kathedrale in Grundriss und Aufbau zu Grunde lagen“ stattgefunden. Der heutige äußere Aufbau des „Octagon“ ist neuzeitlich.

### Die Lady Chapel

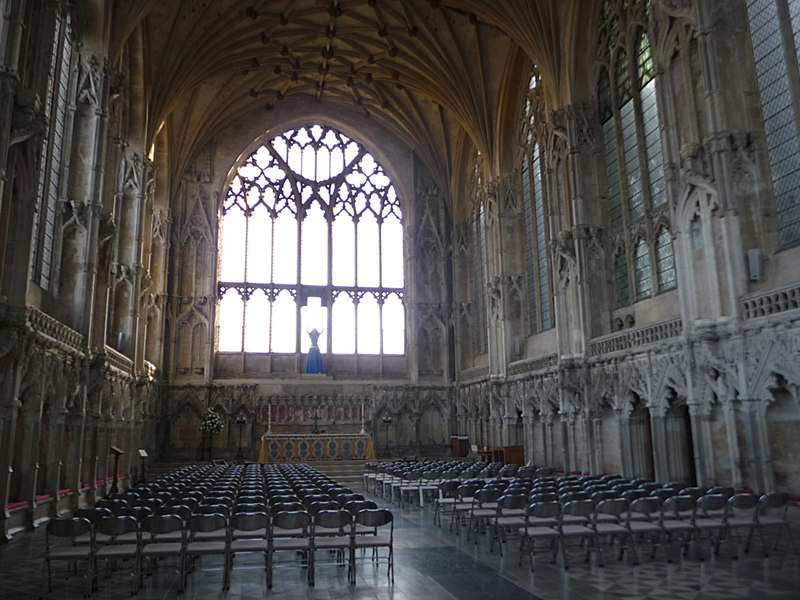
Lady Chapel

Die Lady Chapel (d. h. Liebfrauenkapelle) ist anders als bei den meisten englischen Kathedralen ein separater Bau parallel zum Chor an der Ostecke des Nordquerhauses. Mit einer Länge von 30 m und einer Breite von 14 m besonders groß. Der einschiffiger Rechteckraum von fünf Jochen hat das weiteste flache Steingewölbe von England. Errichtet wurde sie wahrscheinlich zwischen 1321 und 1349 unter der Leitung von Bruder John Wysbeck. Die Innenwände sind gegliedert durch Blendarden mit geschneppten Kielbögen; in den Zwickeln dazwischen sind Figuren untergebracht; zahlreiche Flächen sind mit einer wuchernden Laubwerkdekoration überzogen („einer der reichsten und zierlichsten Räume der ganzen Gotik“).

### Die westliche Vierung
Um 1380 wurden die Pfeiler der westlichen Vierung verstärkt. Dadurch wurde die westliche Vorhalle noch stärker vom Langhaus getrennt. Während die unteren Geschosse des westlichen Querschiffs noch romanische Rundbögen aufweisen, ist die Ornamentik des Turms ganz und gar gotisch, obwohl er einen geschlossenen Baukörper hat, wie romanische Türme. Wie die ganze Fassade (=Westwand des Querhauses) ist er vollständig mit Nischen und anderen Öffnungen gegliedert, durchsetzt von Spitzbogenlanzetten. Dieses ursprünglich nur im Innenraum zur Wandgestaltung eingesetzte Motiv ist hier auf den Außenbau übertragen. Die gesamte Bauzeit des Westturms zieht sich von ca. 1200 bis 1400 hin. Der ehemalige zinnenbeschlagene Spitzhelm wurde 1757 abgebaut. Der untere Teil der Fassade zeigt auf den Flächen das berühmte englische Waffelmuster (diaper-work).

## Die Bedeutung Elys in der englischen Architekturgeschichte
Ely wurde schon als die „großartigste romanische Leistung“ bezeichnet, was außer Acht lässt, dass die meisten Details an diesem Bauwerk eher zur gotischen Formensprache gehören.
Ely zeigt in seiner langen Baugeschichte einen Prozess, der sich auch an anderen englischen Kathedralen nachvollziehen lässt und ein generelles Kriterium der englischen Architektur darstellt: die Zunahme der Schmuckformen bis in extreme Formen hinein. In Durham hatte sich die Ausschmückung der reinen Architekturglieder noch auf die Bögen, Pfeiler und Rippen beschränkt. Die Gliederung des Baues wurde dadurch noch betont. Aber schon an den Sockelflächen der Seitenschiffe in Durham hatte sich eine Tendenz gezeigt, auch die Wandflächen mit Blendarkaden zu überziehen. Hier in Ely ist dann an den normannisch-romanischen Bauteilen zu beobachten, dass sich die Schmuckformen verselbständigen, nicht mehr die architektonische Gliederung unterstreichen, sondern Eigenwert gewinnen – teilweise gegen die Gliederung gerichtet. Ganze Wände werden mit Schmuckformen überzogen. Der Eindruck des Überwucherns entsteht, wenn jede noch so kleine Fläche mit kleinteiligen und in sich verschachtelten Detailformen überzogen wird (Ely, Westquerhaus, Südflügel).
Dieser Prozess geht so weit, dass die Architekturglieder selber „ornamentiert“ werden, ihre ursprünglich stützende oder gliedernde Funktion ‚vergessen‘ und im Spiel der Formen zu versinken drohen (hier in Ely besonders bei der Grabkapelle Bischof Alcocks im Chor). „Im späteren 12. Jahrhundert, in der Spätphase der romanischen Kunst, erfährt dies eine nicht mehr zu überbietende Steigerung.“ Das alte angelsächsische Schmuckbedürfnis, das mit der normannischen Eroberung der Insel 1066 abrupt aus der Architektur verschwand, bringt sich wieder unübersehbar zur Geltung. In Ely lässt sich dieser Prozess von Bauphase zu Bauphase nachverfolgen.

## Grabstellen
Die Gebeine der sieben frühen Patrone und Wohltäter des Klosters Ely wurden zunächst in der Abteikapelle beigesetzt und 1154 an der Nordwand des neuen Domchors in Nischen aufbewahrt. Oberhalb dieser Nischen befanden sich Gemälde, die die Bischöfe in ihrem Zeremoniengewand zeigten. Die sieben Zellen, die für die Aufnahme der Gebeine vorgesehen waren, hatten Abmessungen von je 22 × 7 × 18 Zoll (Länge Breite, Tiefe). Im Jahr 1771 wurden die sterblichen Überreste der sieben Männer nochmals umgebettet und kamen in die Bishop West’s chapel in der südöstlichen Ecke der Kathedrale. Diese Männer waren Wulfstan (Erzbischof von York, † 1023), Osmund (Bischof von Skara, † 1050), Æthelstan [† 1001], Ælfgar [† Dezember 1021] und Ælfwine [† 1023/1038] (Bischöfe von Elmham), Eadnoth von Ramsey, Byrhtnoth (gefallen am 11. August 991 in der Schlacht von Maldon).

## Kathedralmusik
Ely besitzt einen bekannten Kirchenchor für Knaben und Männer, der vor kurzem internationale Beachtung fand wegen seiner Zusammenarbeit mit den „Choirboys“: zwei seiner Mitglieder, Patrick Aspbury und CJ Porter-Thaw, sind Chorsänger der Kathedrale. Die Knaben werden erzogen in der Juniorabteilung der „King's School“ von Ely.
Vor einiger Zeit hat die Kirchengemeinde begonnen, einen Erwachsenenchor aufzubauen, die „Octagon Singers“ und parallel dazu einen Knabenchor, die „Ely Imps“. Und 2006 kam schließlich der „Ely Cathedral Girls’ Choir“ hinzu.

### Orgel

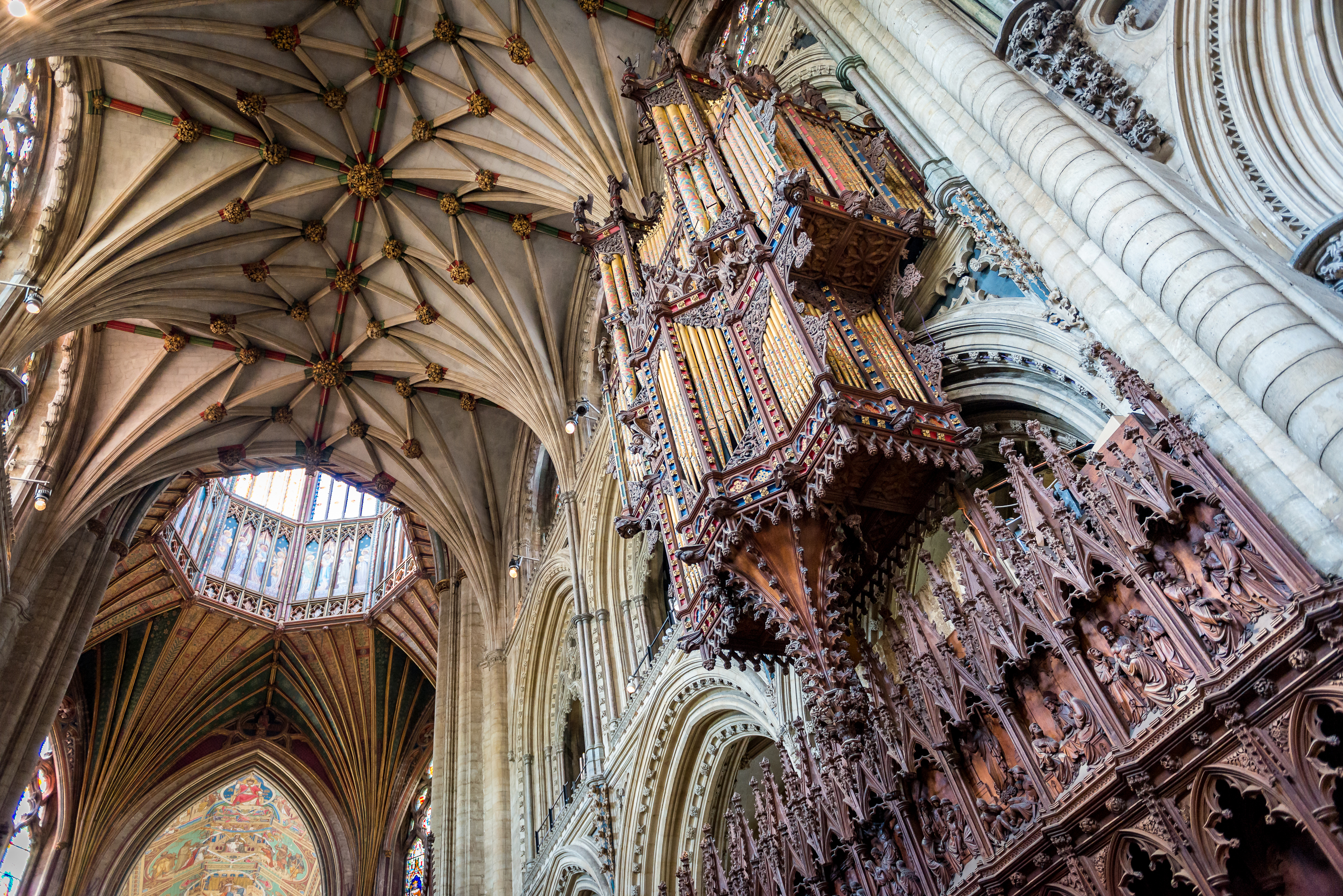
Orgel im Chorraum der Kathedrale von Ely

Die Orgel geht zurück auf ein Instrument, das im Jahre 1831 von den Orgelbauern Elliot und Hill erbaut worden war. Das Orgelgehäuse wurde erst 1850 geschaffen. 1908 wurde von den Orgelbauern Harrison und Harrison unter Wiederverwendung von Pfeifenmaterial aus der Vorgängerorgel, ein neues Instrument konstruiert. Die Orgel wurde mehrfach restauriert. Im Zuge der Gebäuderestaurierung in den Jahren 1999–2000 wurde die Orgel ausgebaut und durch die Orgelbaufirma Harrison und Harrison umfassend restauriert und erweitert. Das Instrument hat 80 Register auf vier Manualen und Pedal. Die Trakturen sind elektropneumatisch.
| I Positive C–c4  |        |
| Chimney Flute    | 8′     |
| Principal        | 4′     |
| Spitzflute       | 4′     |
| Nazard           | 2 ⁄3′  |
| Blockflute       | 2′     |
| Tierce           | 1 3⁄5′ |
| Larigot          | 1 ⁄3′  |
| Sharp Mixture IV |        |

| I Choir C–g3    |    |
| Open Diapason   | 8′ |
| Gedackt         | 8′ |
| Fiffaro         | 8′ |
| Unda Maris      | 8′ |
| Principal       | 4′ |
| Flauto Traverso | 4′ |
| Fifteenth       | 2′ |
| Flautino        | 1′ |
| Mixture III     |    |
| Cremona         | 8′ |
| Tremulant       |    |

| II Great C–g3       |        |
| Sub Bourdon         | 32′    |
| Double Diapason     | 16′    |
| Bourdon             | 16′    |
| Large Open Diapason | 8′     |
| Small Open Diapason | 8′     |
| Hohl Flute          | 8′     |
| Salicional          | 8′     |
| Quint               | 5 1⁄3′ |
| Octave              | 4′     |
| Principal           | 4′     |
| Wald Flute          | 4′     |
| Double Tierce       | 3 1⁄5′ |
| Twelfth             | 2 ⁄3′  |
| Fifteenth           | 2′     |
| Sesquialtera III    |        |
| Fourniture V        |        |
| Cymbale V           |        |
| Trombone            | 16′    |
| Trumpet             | 8′     |
| Clarion             | 4′     |

| III Swell C–g3 |     |
| Bourdon        | 16′ |
| Open Diapason  | 8′  |
| Echo Gamba     | 8′  |
| Vox Angelica   | 8′  |
| Gedackt        | 8′  |
| Principal      | 4′  |
| Nason Flute    | 4′  |
| Fifteenth      | 2′  |
| Echo Cornet II |     |
| Mixture V      |     |
| Oboe           | 8′  |
| Vox Humana     | 8′  |
| Tremulant      |     |
| Double Trumpet | 16′ |
| Trumpet        | 8′  |
| Clarion        | 4′  |

| IV Solo C–g3         |     |
| Contra Viola         | 16′ |
| Viole d’Orchestre    | 8′  |
| Viole Celeste        | 8′  |
| Viole Octaviante     | 4′  |
| Cornet de Violes III |     |
| Harmonic Flute       | 8′  |
| Concert Flute        | 4′  |
| Clarinet             | 16′ |
| Orchestral Hautboy   | 8′  |
| Cor Anglais          | 8′  |
| Tremulant            |     |
| Tuba                 | 8′  |
| Orchestral Trumpet   | 8′  |

| Pedal C–g1       |     |
| Double Open Wood | 32′ |
| Sub Bourdon      | 32′ |
| Open Wood        | 16′ |
| Open Diapason    | 16′ |
| Violone          | 16′ |
| Bourdon          | 16′ |
| Principal        | 8′  |
| Violoncello      | 8′  |
| Flute            | 8′  |
| Fifteenth        | 4′  |
| Octave Flute     | 4′  |
| Mixture IV       |     |
| Bombardon        | 32′ |
| Bombarde         | 16′ |
| Trumpet          | 8′  |

| ab   | Name            | ab   | Name                   | ab   | Name                 | ab   | Name            |
| ---- | --------------- | ---- | ---------------------- | ---- | -------------------- | ---- | --------------- |
| 1453 | William Kyng    | 1662 | John Ferrabosco        | 1830 | Robert Janes         | 1949 | Sidney Campbell |
| 1535 | Thomas Barcroft | 1681 | James Hawkins          | 1867 | Edmund Thomas Chipp  | 1953 | Michael Howard  |
| 1541 | Christopher Tye | 1729 | Thomas Kempton         | 1887 | Basil Harwood        | 1958 | Arthur Wills    |
| 1562 | Robert White    | 1762 | John Elbonn            | 1892 | Thomas Tertius Noble | 1990 | Paul Trepte     |
| 1567 | John Farrant    | 1768 | David Wood             | 1898 | Hugh Allen           |      |                 |
| 1572 | William Fox     | 1774 | James Rogers           | 1901 | Archibald Wilson     |      |                 |
| 1579 | George Barcroft | 1777 | Richard Langdon        | 1919 | Noel Ponsonby        |      |                 |
| 1610 | John Amner      | 1778 | Highmore Skeats (sen.) | 1926 | Hubert Middleton     |      |                 |
| 1641 | Robert Claxton  | 1804 | Highmore Skeats (jun.) | 1931 | Mamaduke Conway      |      |                 |

## Ely in der populären Kultur
- Die Kathedrale erscheint auf dem Cover des Pink-Floyd-Albums The Division Bell von 1994. Im Video zum Song High Hopes aus dem gleichen Album spielt die Kathedrale eine wichtige Rolle als Fixpunkt.
- Eine Reihe der Aufnahmen von Chormusik unter John Rutter zeigt auf dem Cover die Kathedrale von Ely als Referenz zu der Tatsache, dass frühe Aufnahmen seiner Musik hier in der Lady Chapel aufgenommen wurden.
- Ely erscheint ebenfalls auf dem Kinderbuch  Tom’s Midnight Garden von Philippa Pearce.
- Einige Passagen des Films The Golden Age, des Nachfolge-Films zu Elizabeth, sind hier im Juni 2006 gedreht worden, wobei die Stars Cate Blanchett und Clive Owen unter der Regie von Shekhar Kapur agierten.